# La torre de los caballos azules
La torre de los caballos azules es una pintura realizada por el pintor expresionista Franz Marc en 1913, tres años antes de su muerte durante la Primera Guerra Mundial.  Esta obra, una de las más importantes del artista, desapareció al ir terminando la Segunda Guerra Mundial en 1945. Su último dueño, Hermann Göring, la había adquirido para enriquecer su colección personal durante una exposición de arte degenerado organizada por los nazis en Múnich en 1937.

## Descripción
Este cuadro de grandes dimensiones, que solo puede observarse en reproducciones, representa un grupo de cuatro caballos de perfil en tonos azules. Sus cabezas se orientan hacia su derecha, sus cuerpos son robustos, «casi de anchura real». Sus ancas están en el centro del cuadro. El lado izquierdo se ocupa con un paisaje rocoso abstracto en tonos amarillos, marrones y rojos dominado por un arcoíris estriado de naranja en un cielo ambarino. El arcoíris se cruza con luna y cruz sobre el cuerpo del primer caballo, ilustrando quizá, la voluntad del artista de representar la unidad de cosmos y naturaleza.

## Concepción
La torre de los caballos azules es uno de los primeros cuadros abstractos del pintor, que lo exhibió por primera vez en Sindelsdorf, donde residía. Marc se interesaba desde hacía mucho con el tema ecuestre. Así, su famoso cuadro Caballo azul I de 1911 representa un potro en tonos azules.

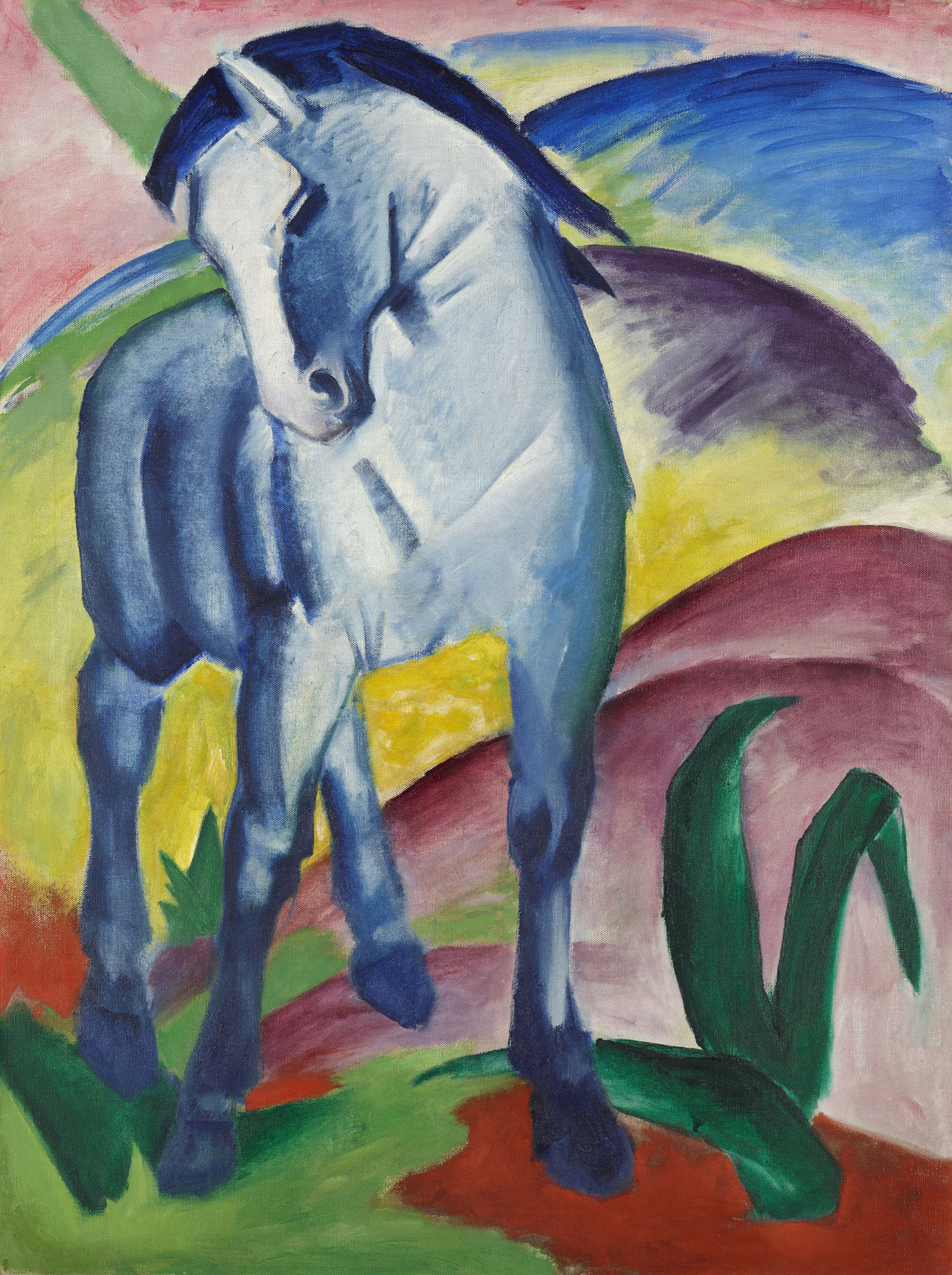
Caballo azul I, 1911, óleo sobre lienzo, Lenbachhaus

En la teoría del color, el azul representa el sexo masculino: Franz Marc lo formuló en una carta a August Macke del 12 de diciembre de 1910:
«El azul representa el principio masculino, seco y cerebral. Amarillo el principio femenino, suave, alegre y sensual. Rojo la materia, brutal y pesada, siempre combatida y vencida por los dos otros! Si mezclas el azul, serio e intelectual con el rojo, mientras aumentas el azul hasta una pena insufrible, y el amarillo que sosiega, complementario del violeta, será indispensable. [...] Si mezclas rojo y amarillo para obtener naranja, aumentas la violencia sensual del amarillo, pasivo y femenino de forma que el azul, el varón frío y cerebral, será nuevamente necesario; es cierto que el azul se fija inmediata y automáticamente al lado del naranja, estos colores se aman. Azul y naranja dan un sonido festivo. Si ahora mezclas azul y amarillo con verde, entonces despiertas el rojo, la materia y la tierra, a la vida...»
 „Blau ist das männliche Prinzip, herb und geistig. Gelb das weibliche Prinzip, sanft, heiter und sinnlich. Rot die Materie, brutal und schwer und stets die Farbe, die von den anderen beiden bekämpft und überwunden werden muß! Mischst Du z. B. das ernste, geistige Blau mit Rot, dann steigerst Du das Blau bis zur unerträglichen Trauer, und das versöhnende Gelb, die Komplementärfarbe zu Violett, wird unerläßlich. […] Mischst Du Rot und Gelb zu Orange, so gibst Du dem passiven und weiblichen Gelb eine megärenhafte, sinnliche Gewalt, daß das kühle, geistige Blau wiederum unerläßlich wird, der Mann, und zwar stellt sich das Blau sofort und automatisch neben Orange, die Farben lieben sich. Blau und Orange, ein durchaus festlicher Klang. Mischst Du nun aber Blau und Gelb zu Grün, so weckst Du Rot, die Materie, die Erde, zum Leben.“

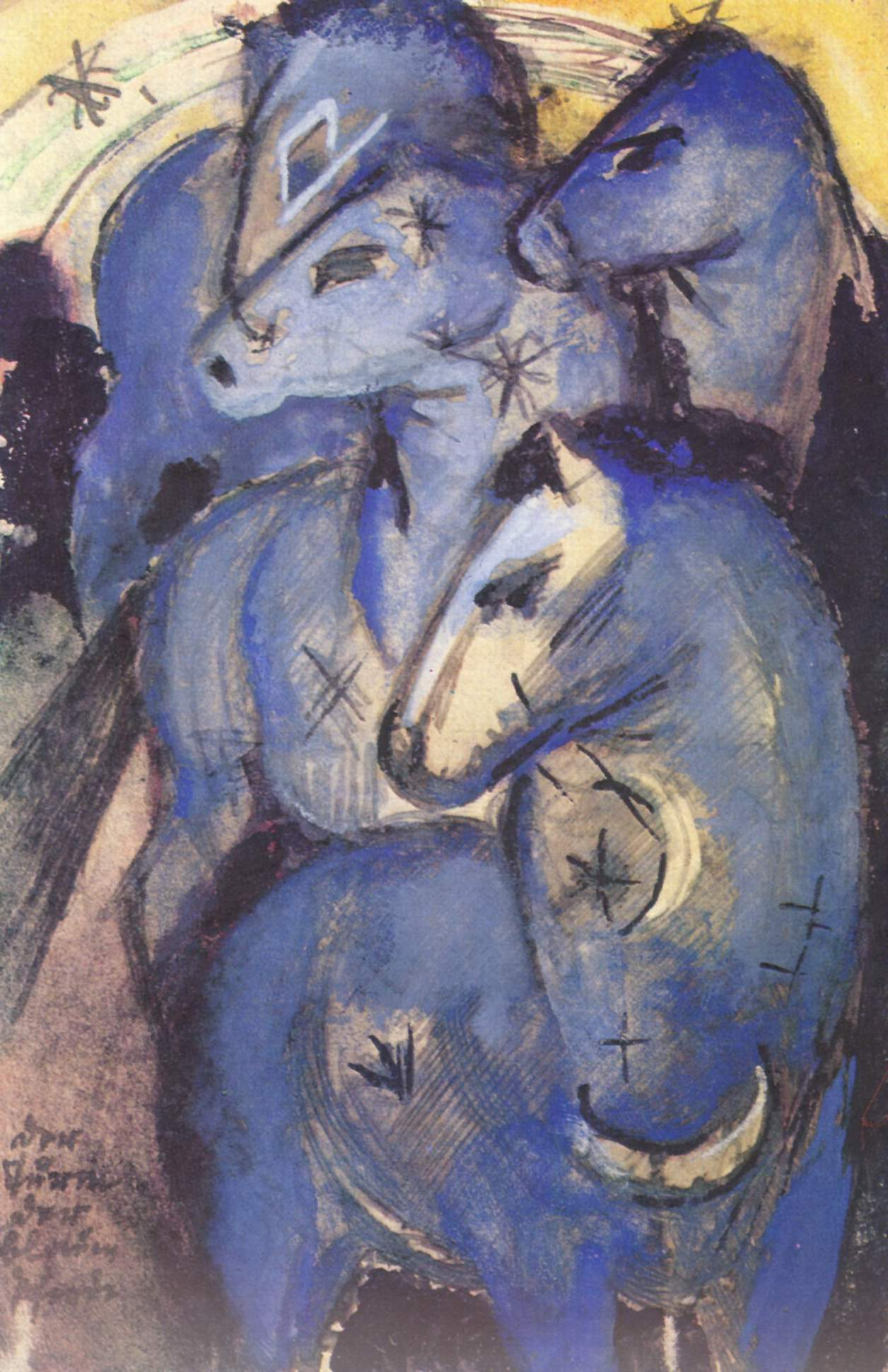
La torre de los caballos azules, 1912/1913. Gouache y tinta sobre papel, Colección gráfica del Estado de Múnich

Este principio que asocia lo amarillo a lo femenino está presente en La vaca amarilla, de 1911; expuesta en la primera exposición del Blaue Reiter del 18 de diciembre de 1911 al 1 de enero de 1912 en Múnich.

## Historia
En una postal de Marc de 1912 a su amiga la poetisa Else Lasker-Schüler, se puede ver un dibujo à la gouache y tinta china que reza “El caballero azul presenta a su Majestad su caballo azul…“, y se trata de la primera de una serie de 28 postales de felicitación que Marc envió a la poetisa. Una postal de felicitación del año nuevo 1913 en formato 14-9 cm fue el primer ejemplo del cuadro realizado a partir de un dibujo a lápiz en un papel.
El cuadro ya fue pintado a principios del año nuevo, su amigo Vasily Kandinsky lo vio en Sindelsdorf aún en el caballete
Fue adquirido en julio de 1919 por Ludwig Justi, director de la Galería nacional de Berlín siguiendo los consejos de August Gaul a Maria Marc, viuda de Marc, y fue colocado en el Kronprinzenpalais y los visitantes de los Juegos Olímpicos de 1936 aún lo pudieron admirar.

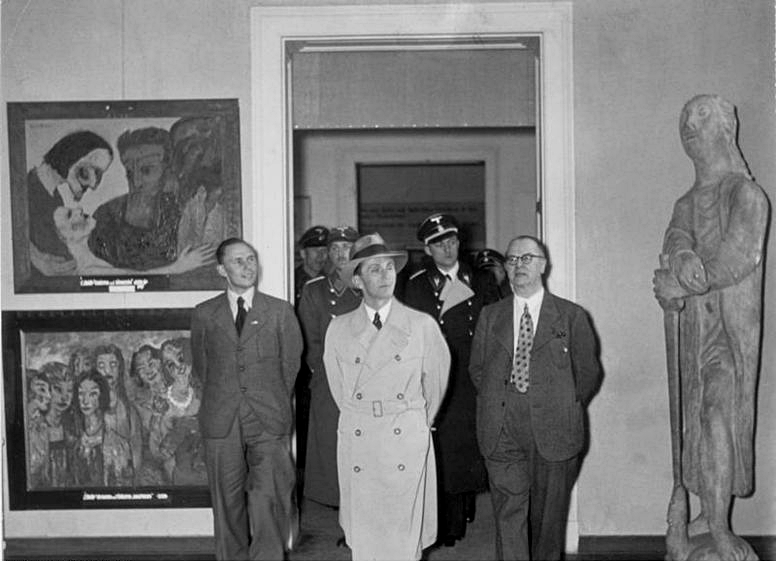
Joseph Goebbels en la exposición Arte degenerado de Múnich en 1937

El historiador Eric Hobsbawn, en su autobiografía -titulada Años interesantes en su edición en español-, asegura haberlo visto en el vestíbulo del Prinz-Heinrichs-Gymnasium de Berlín durante el año 1933, año en el que él fuera alumno del mismo. También relata la siguiente situación: «...no es de extrañar que el cuadro La torre de los caballos azules de Franz Marc -recuerdo muy bien su presencia en el vestíbulo de la escuela- prohibido por las nuevas autoridades por considerarlo 'arte degenerado', fuera rescatado por un grupo de estudiantes de uno de los almacenes y vuelto a colgar en su propia aula».
 Der Turm der blauen Pferde (número de inventario 14126) se exhibió más tarde en una exposición de arte degenerado en Múnich y tras su compra se le perdió la pista, aunque hay quien dice haberlo visto. En 2001, se creyó que estaba en un cofre de un banco de Zúrich pero no se comprobó.